# Saison 5 d'iZombie
Chronologie
Saison 4
Cet article présente le guide des épisodes de la cinquième et dernière saison de la série télévisée américaine iZombie.

## Synopsis
Olivia « Liv » Moore est une jeune médecin urgentiste de Seattle transformée en zombie à la suite d'une soirée qui a mal tourné. Abandonnant sa prometteuse carrière, Olivia devient médecin légiste et ce métier lui permet de calmer sa faim et les voix dans sa tête en se nourrissant du cerveau des défunts. Mais, à chaque bouchée, elle hérite des souvenirs de la personne. Grâce à ce don, elle décide d'aider le lieutenant Clive Babineaux à résoudre des affaires de meurtres.

## Diffusion
- Aux États-Unis, la saison a été diffusée du 2 mai 2019 au 1er août 2019 sur le réseau The CW[1].
- Au Canada et au Royaume-Uni, chaque épisode est diffusé le lendemain de la diffusion américaine sur Netflix.
- En Belgique, l'intégralité de la saison est disponible depuis le 1er septembre 2019 sur Netflix.
- Au Québec, la saison sera diffusée à partir du 10 janvier 2020 sur VRAK.

## Distribution

### Acteurs principaux
- Rose McIver (VF : Kelly Marot) : Olivia « Liv » Moore
- Malcolm Goodwin (VF : Diouc Koma) : Inspecteur Clive Babineaux
- Rahul Kohli (VF : Tanguy Goasdoué) : Dr Ravi Chakrabarti
- Robert Buckley (VF : Axel Kiener) : Major Lilywhite
- Alyson Michalka (VF : Stéphanie Hédin) : Peyton Charles (11 épisodes)
- David Anders (VF : Denis Laustriat) : Blaine « DeBeers » McDonough (10 épisodes)
- Bryce Hodgson (VF : Benjamin Gasquet) : Don Everhart[2] (10 épisodes)

### Acteurs récurrents et invités
- Emy Aneke : Matthew Voss (9 épisodes)
- John Emmet Tracy (VF : Franck Monsigny) : Enzo Lambert (9 épisodes)
- Jennifer Irwin (VF : Brigitte Virtudes) : Dolly Durkins (8 épisodes)
- Bill Wise (en) (VF : Jean-François Vlérick) : Martin Roberts (6 épisodes)
- Elfina Luk (VF : Charlotte Junière) : Joyce Collins (6 épisodes)
- Jessica Harmon (VF : Armelle Gallaud) : Dale Bozzio (6 épisodes)
- Adam Greydon Reid (VF : Xavier Béja) : Hobbs (5 épisodes)
- Robert Salvador (VF : Nicolas Dangoise) : inspecteur Cavanaugh (5 épisodes)
- Dejan Loyola (VF : Paolo Domingo) : Graham Moss (4 épisodes)
- Daran Norris (VF : Guillaume Orsat) : Johnny Frost (3 épisodes)
- Gage Golightly (VF : Céline Melloul) : Al Bronson (3 épisodes)
- Kett Turton (VF : Stéphane Pouplard) : Vampire Steve (3 épisodes)
- Quinta Brunson (VF : Olivia Dalric) : Dr. Charlie Collier / Laila (3 épisodes)
- Ryan Beil : Jimmy (3 épisodes)
- Tongayi Chirisa (VF : Jean-Baptiste Anoumon) : Justin Bell (3 épisodes)
- Francis Capra (VF : Jérémie Bédrune) : Baron (2 épisodes)
- Jade Payton (VF : Ludivine Maffren) : Jordan (2 épisodes)
- Chris Lowell : Byron Deceasey (1 épisode)
- Kareem Abdul-Jabbar : Zed (1 épisode)

## Épisodes

### Épisode 1:Explosion de violence
- États-Unis : 2 mai 2019 sur The CW
- Canada,  Royaume-Uni : 3 mai 2019 sur Netflix
- Belgique : 1er septembre 2019 sur Netflix
- Québec : 10 janvier 2020 sur VRAK[3]
- France : 24 septembre 2020 sur Warner TV

- États-Unis : 730 000 téléspectateurs[4] (première diffusion)

- Jennifer Irwin (Dolly Durkins)
- Daran Norris (Johnny Frost)
- Quinta Brunson (Dr. Collier)
- Tongayi Chirisa (Justin Bell)
- Francis Capra (Baron)
- Jessica Harmon (Dale Bozzio)
- Robert Salvador (Detective Cavanaugh)
- Jade Payton (Jordan Gladwell)

### Épisode 2:Poids mort
- États-Unis : 9 mai 2019 sur The CW
- Canada,  Royaume-Uni : 10 mai 2019 sur Netflix
- Belgique : 1er septembre 2019 sur Netflix
- Québec : 17 janvier 2020 sur VRAK
- France : 24 septembre 2020 sur Warner TV

- États-Unis : 580 000 téléspectateurs[5] (première diffusion)

- Jennifer Irwin (Dolly Durkins)
- Tongayi Chirisa (Justin)
- Kareem Abdul-Jabbar (Zed)
- Jackie Debatin (Mrs. Jones)
- Francis Capra (Baron)
- Jessica Harmon (Dale Bozzio)
- Robert Salvador (Detective Cavanaugh)
- Jade Payton (Jordan Gladwell)
- Kett Turton (Vampire Steve)

### Épisode 3:La Danse de ta mort
- États-Unis : 16 mai 2019 sur The CW
- Canada,  Royaume-Uni : 17 mai 2019 sur Netflix
- Belgique : 1er septembre 2019 sur Netflix
- Québec : 24 janvier 2020 sur VRAK

- États-Unis : 570 000 téléspectateurs[6] (première diffusion)

- Jessica Harmon (Dale Bozzio)
- Colleen Winton (Miss Everly)
- Christie Laing (Michelle)
- Elfina Luk (Joyce Collins)
- Brian Dare (Lars)
- Sidney Leeder (Tina)
- Cody Kearsley (Gulliver)
- Carlena Britch (Nancy)

### Épisode 4:Point zom
- États-Unis : 23 mai 2019 sur The CW
- Canada,  Royaume-Uni : 24 mai 2019 sur Netflix
- Belgique : 1er septembre 2019 sur Netflix
- Québec : 31 janvier 2020 sur VRAK

- États-Unis : 690 000 téléspectateurs[7] (première diffusion)

- Gage Golightly (Al Bronson)
- Stephanie Lemelin (Melissa Schultz)
- Ryan Devlin (Dalton)
- Bill Wise (en) (Martin Roberts)
- Ryan Beil (Jimmy)
- Emy Aneke (Matthew Voss)
- Magda Apanowicz (Nora Shaw)

### Épisode 5:La Mort n'attend pas
- États-Unis : 30 mai 2019 sur The CW
- Canada,  Royaume-Uni : 31 mai 2019 sur Netflix
- Belgique : 1er septembre 2019 sur Netflix
- Québec : 7 février 2020 sur VRAK

- États-Unis : 910 000 téléspectateurs[8] (première diffusion)

- Jennifer Irwin (Dolly Durkins)
- Gage Golightly (Al Bronson)
- Daran Norris (Johnny Frost)
- Philip Bolden (Harris)
- Brianne Tju (Amy)
- John Emmet Tracy (Enzo Lambert)
- Kett Turton (Vampire Steve)
- Elfina Luk (Joyce Collins)

### Épisode 6:L'Entremetteuse
- États-Unis : 6 juin 2019 sur The CW
- Canada,  Royaume-Uni : 7 juin 2019 sur Netflix
- Belgique : 1er septembre 2019 sur Netflix
- Québec : 14 février 2020 sur VRAK

- États-Unis : 670 000 téléspectateurs[9] (première diffusion)

- Ken Marino (Brandt Stone)
- Jennifer Irwin (Dolly Durkins)
- Eddie Jemison (Stacey Boss)
- Gage Golightly (Al Bronson)
- Jessica Harmon (Dale Bozzio)
- Robert Salvador (Detective Cavanaugh)
- Adam Greydon Reid (Hobbs)
- Emy Aneke (Matthew Voss)

### Épisode 7:Le Cerveau du chef
- États-Unis : 13 juin 2019 sur The CW
- Canada,  Royaume-Uni : 14 juin 2019 sur Netflix
- Belgique : 1er septembre 2019 sur Netflix
- Québec : 21 février 2020 sur VRAK

- États-Unis : 700 000 téléspectateurs[10] (première diffusion)

- Molly Hagan (Eva Moore)
- Tongayi Chirisa (Justin Bell)
- Quinta Brunson (Dr. Charlie Collier / Laila)
- Bill Wise (en) (Martin Roberts)
- Laura Bilgeri (Sloane Mills)
- Robert Salvador (Detective Cavanaugh)
- John Emmet Tracy (Enzo Lambert)
- Christie Laing (Michelle)

### Épisode 8:Un meurtre, deux concurrents
- États-Unis : 20 juin 2019 sur The CW
- Canada,  Royaume-Uni : 21 juin 2019 sur Netflix
- Belgique : 1er septembre 2019 sur Netflix
- Québec : 28 février 2020 sur VRAK

- États-Unis : 600 000 téléspectateurs[11] (première diffusion)

- Eddie Jemison (Stacey Boss)
- Ryan Devlin (Dalton)
- Bill Wise (en) (Martin Roberts)
- Ryan Beil (Jimmy)
- John Emmet Tracy (Enzo Lambert)
- Birkett Turton (Vampire Steve)
- Emy Aneke (Matthew Voss)
- Eric Keenleyside (Jack Klein)

### Épisode 9:Une reine toute fraîche
- États-Unis : 27 juin 2019 sur The CW
- Canada,  Royaume-Uni : 28 juin 2019 sur Netflix
- Belgique : 1er septembre 2019 sur Netflix
- Québec : 6 mars 2020 sur VRAK

- États-Unis : 620 000 téléspectateurs[12] (première diffusion)

- Molly Hagan (Eva Moore)
- Jennifer Irwin (Dolly Durkins)
- Tim Chiou (AJ)
- Nick Purcha (Evan Moore)
- Bill Wise (en) (Martin Roberts)
- Laura Bilgeri (Sloane Mills)
- Elfina Luk (Joyce Collins)
- Wanda Cannon (Gayle Spano)

Liv et Clive enquêtent sur le meurtre d’une participante au concours de beauté Miss Teen Seattle, Laurie-Beth Spano, qui a subi un choc anaphylactique en 1999 et est tombée dans le coma. À l’époque, la police avait arrêté la rivale Velma Charlet pour avoir trafiqué le maquillage de Laurie-Beth et a été condamnée à quatre ans d’emprisonnement. Aujourd’hui, Laurie-Beth est décédée et Clive a arrêté Velma pour son meurtre. Velma affirme être innocence et Liv consomme le cerveau de Laurie-Beth dans l’espoir de traquer le meurtrier.

### Épisode 10:Sombre affaire
- États-Unis : 11 juillet 2019 sur The CW
- Canada,  Royaume-Uni : 12 juillet 2019 sur Netflix
- Belgique : 1er septembre 2019 sur Netflix
- Québec : 13 mars 2020 sur VRAK

- États-Unis : 570 000 téléspectateurs[13] (première diffusion)

- Bill Wise (en) (Martin Roberts)
- Lyle Lettau (Bitchkraft)
- Robert Salvador (Detective Cavanaugh)
- John Emmet Tracy (Enzo Lambert)
- Emy Aneke (Matthew Voss)
- Jeff Joseph (Howard)
- Hanneke Talbot (Jane Harland)
- Valerie Tian (Darcy Bennett)

### Épisode 11:Meurtre, strass et paillettes
- États-Unis : 18 juillet 2019 sur The CW
- Canada,  Royaume-Uni : 19 juillet 2019 sur Netflix
- Belgique : 1er septembre 2019 sur Netflix
- Québec : 20 mars 2020 sur VRAK

- États-Unis : 710 000 téléspectateurs[14] (première diffusion)

- Todd Sherry (Gary)
- Bill Wise (en) (Martin Roberts)
- Lyle Lettau (Bitchkraft)
- Robert Salvador (Detective Cavanaugh)
- John Emmet Tracy (Enzo Lambert)
- Jeff Joseph (Howard)
- Valerie Tian (Darcy Bennett)

### Épisode 12:Au revoir, les zombies
- États-Unis : 25 juillet 2019 sur The CW
- Canada,  Royaume-Uni : 26 juillet 2019 sur Netflix
- Belgique : 1er septembre 2019 sur Netflix
- Québec : 27 mars 2020 sur VRAK

- États-Unis : 610 000 téléspectateurs[15] (première diffusion)

- Jennifer Irwin (Dolly Durkins)
- Quinta Brunson (Dr. Collier)
- Jessica Harmon (Dale Bozzio)
- Ellie Harvie (Gladys Tinkerton)
- John Emmet Tracy (Enzo Lambert)
- Adam Greydon Reid (Hobbs)
- Emy Aneke (Matthew Voss)
- Andrew Kavadas (General Glenn Mills)

### Épisode 13:Tout est bien qui finit bien
- États-Unis : 1er août 2019 sur The CW
- Canada,  Royaume-Uni : 2 août 2019 sur Netflix
- Belgique : 1er septembre 2019 sur Netflix
- Québec : 3 avril 2020 sur VRAK

- États-Unis : 750 000 téléspectateurs[16] (première diffusion)

- Chris Lowell (Byron Deceasey)
- Jennifer Irwin (Dolly Durkins)
- Daran Norris (Johnny Frost)
- Jessica Harmon (Dale Bozzio)
- John Emmet Tracy (Enzo Lambert)
- Christie Laing (Michelle)
- Elfina Luk (Joyce Collins)
- Emy Aneke (Matthew Voss)